# Futurama (videojuego)
Futurama es un videojuego de plataformas en 3D basado en la serie de dibujos animados de ciencia ficción Futurama. El juego salió para Xbox y PS2 en agosto de 2003. Usa la tecnología cel shading para el aspecto gráfico. Se tenía que planificar también para GameCube y Game Boy Advance, pero ambas versiones se cancelaron por razones no reveladas.
El juego en versión europea cuenta con las voces originales de los actores de la serie en doblaje español peninsular.
Las escenas entre niveles (animaciones) han sido juntadas y publicadas como un episodio en el DVD Futurama: The Beast with a Billion Backs.

## Argumento
Mamá compra Planet Express por oscuras razones, y los miembros de la empresa, Fry, Bender, Leela y el Doctor Zoidberg deben frustrar su plan de adueñarse del universo, puesto que cuando el profesor Farnsworth vende Planet Express a Mamá, esta se vuelve la dueña del 51% de las empresas del planeta, además de que ha puesto a funcionar miles y miles de robots asesinos que matarán a cualquiera que no le haga caso a mama por toda Nueva Nueva York.

## Jugabilidad
El juego es una mezcla de disparos y plataformas. A medida que avanza el juego, los jugadores toman juego por cada uno de los cuatro personajes: Fry, Bender, Leela y Zoidberg. Los niveles de Fry involucran principalmente mecánicas de disparos, ya que puede usar una multitud de armas. Los niveles de Bender están orientados a plataformas, mientras que los de Leela giran en torno al combate cuerpo a cuerpo. Zoidberg también aparece en un segmento corto. Hay varios Mordelones escondidos en cada nivel; recolectarlos desbloquea extras como clips de películas y galerías.